# The Snow Queen (Abrahamsen)
The Snow Queen ist eine Oper von Hans Abrahamsen und entstand im Auftrag der Königlichen Oper Kopenhagen. Die Uraufführung in dänischer Sprache fand am 13. Oktober 2019 in Kopenhagen statt. Am 21. Dezember 2019 folgte die Erstaufführung der englischen Fassung an der Bayerischen Staatsoper in München.
Das Werk ist an das Märchen Die Schneekönigin (dänischer Titel: Snedronningen) von Hans Christian Andersen angelehnt und beruht auf dem Libretto von Hans Abrahamsen und Henrik Engelbrecht.

## Inhalt
Die Handlung von The Snow Queen basiert auf dem Märchen Die Schneekönigin von Hans Christian Andersen, das aus sieben Episoden besteht. Hans Abrahamsen und Henrik Engelbrecht entwickelten davon ausgehend das Opernlibretto für The Snow Queen, das den Sprachduktus des Märchens weitgehend erhält.

### Erster Akt
Die Kinder Gerda und Kay hören der Großmutter zu, die von der Schneekönigin erzählt, woraufhin Kay sich vorstellt, die Schneekönigin ins warme Zimmer zu holen und sie schmelzen zu lassen. Gerda erzählt ihm vom Zerrspiegel des Teufels, der alles Schöne hässlich aussehen lässt und dass dieser in viele kleine Scherben zerbrochen ist. Menschen, die einen solchen Splitter ins Auge oder ins Herz bekommen, sehen fortan nur noch das Schlechte und fühlen vor Kälte nichts mehr. In dieser Nacht kann Kay vor Furcht nicht einschlafen. Als er die Schneekönigin am Fenster erblickt, erschrickt er.
Während Gerda und Kay die blühenden Rosen betrachten, sticht Kay plötzlich etwas ins Herz und dann ins Auge. Nun sieht auch er nur noch das Fehlerhafte der Blumen, woraufhin er Gerda verhöhnt und die Rosen zerpflückt.
Die Freundschaft von Kay und Gerda ist geschwächt: Statt mit ihr, möchte Kay lieber mit den anderen Jungen spielen, die ihn jedoch nicht in ihre Gruppe aufnehmen. Gleichzeitig bewundert Kay die Symmetrie und Perfektion der Eiskristalle. Die Schneekönigin erscheint auf ihrem Schlitten und nimmt den Jungen mit sich.
Die Schneekönigin fliegt mit Kay zu ihrem Eispalast und küsst ihn auf die Stirn, damit er für die Kälte unempfänglich wird und vergisst, woher er eigentlich stammt.

### Zweiter Akt
Gerda macht sich auf die Suche nach Kay und begegnet dabei der Alten Frau, in deren Garten die Blumen ihr das Lied der drei toten Schwestern singen. Doch Kay sei nicht tot, verkünden sie, weshalb Gerda ihre Suche fortsetzt.
Von der Waldkrähe erfährt Gerda, dass die Prinzessin auf der Suche nach einem Mann gewesen sei, der ihr an Klugheit ebenbürtig ist. Da Gerda vermutet, dass sich dahinter Kay verbergen könnte, bringt die Waldkrähe sie zum Schloss von Prinz und Prinzessin. Dort gelangt sie durch die Hilfe der Schlosskrähe herein und wird von unheimlichen Erscheinungen verfolgt. Als sie schließlich die Prinzessin und ihren Prinzen findet, erkennt sie ihren Irrtum. Diese versprechen Gerda jedoch ihre Hilfe. In dieser Nacht träumt Gerda von Kay auf seinem Schlitten.

### Dritter Akt
Gerda setzt ihre Suche fort: Prinz und Prinzessin haben ihr dafür ihre goldene Kutsche überlassen. Im Wald wird die Kutsche von Räubern überfallen, wobei alle Reisenden außer Gerda getötet werden. Durch die Hilfe des Rentiers, das Gerda weiter in den Norden bringt, trifft sie die Finnenfrau. Nachdem das Rentier dieser von Gerdas Gefangenschaft bei den Räubern und der Vermutung, dass Kay sich bei der Schneekönigin befindet, erzählt, erklärt die Finnenfrau die Hintergründe von Kays Verschwinden. Sie bestärkt Gerda in ihrer Suche, da sie alle Fähigkeiten besitze, um Kay zu finden. Sie beauftragt das Rentier, Gerda ins Reich der Schneekönigin zu bringen und dann zurückzukehren.
Im Reich der Schneekönigin angekommen, verabschiedet sich das Rentier unter Tränen mit einem Kuss von Gerda. Die Kälte setzt ihr zu und die Vorposten der Schneekönigin drängen sie zur Umkehr. Doch die Engel, die aus ihrem Atem entstehen, schützen sie vor der Bedrohung.
Im Palast der Schneekönigin sieht sich Kay unterdessen mit der Aufgabe konfrontiert, das vollkommene Wort zu finden, doch er ist vor Kälte und Verzweiflung wie erstarrt. Die Schneekönigin hat den Palast verlassen. Als Gerda ihn schließlich findet, beginnen beide zu weinen. Durch die Tränen wird Kay von den Splittern in Auge und Herz befreit. Gemeinsam finden Gerda und Kay den Begriff Ewigkeit.
Als Gerda und Kay nach Hause zurückkehren, liest die Großmutter noch immer im Bilderbuch. Doch Kay und Gerda sind inzwischen erwachsen geworden.

## Musikalische Umsetzung

### Kompositionstechnik
Hans Abrahamsens Werke sind geprägt von komplexen Strukturen. Seine Kompositionsweise beschreibt der Komponist selbst als technisch und rhythmisch diffizil. Darüber hinaus sei das auszudrückende Gefühl von der Form abhängig. Dies zeigt sich auch in seinem Schaffensprozess, der sich beispielsweise auf die Ausarbeitung einer Zeitstruktur stützt, innerhalb derer sich die Musik entfalten soll. In einem Interview mit der Zeitschrift Max Joseph äußert sich Abrahamsen so: „Musik ist sehr speziell, denn sie existiert in der Zeit, und als Komponist muss ich die Zeit formen.“
The Snow Queen weist eine sehr große Orchesterbesetzung auf, mit der die Klangvielfalt ermöglicht wird, mit der Abrahamsen in seiner Komposition spielt.
Hans Abrahamsens Werk wird oft mit dem Begriff der Neuen Einfachheit beschrieben. Dies ist aufgrund der konsequenten Weiterentwicklung seines Kompositionsstils jedoch nur teilweise zutreffend.

### Musikalische Verknüpfungen
The Snow Queen weist musikalische Verknüpfungen zu vorhergehenden Werken des Komponisten auf. Hauptsächlich beziehen sich diese auf Schnee, Märchenbilder, Wald sowie Left, alone. Diese zeigen sich sowohl in musikalischen als auch in abstrakten Bezügen.
Ein Beispiel ist die Tonart C-Dur, die im Verlauf der Oper wiederholt mit der Farbe Weiß, der Farbe des Schnees, verknüpft wird. Dies kann man sowohl als Bezug zu Abrahamsens Kammerensemblezyklus Schnee als auch zum Lyriker und Literaturnobelpreisträger Tomas Tranströmer sehen, der in seinem Gedicht Das Paar die Tonart C-Dur mit dem Wort Glückseligkeit beschreibt. Dies beschreibt somit wiederum die Perfektion, die Kay in den Schneeflocken sieht. Darüber hinaus verwendet Abrahamsen in The Snow Queen auch musikalische Zitate aus Schnee.

### Instrumentation
Die Orchesterbesetzung der Oper enthält die folgenden Instrumente:
- Holzbläser: vier Flöten (alle auch Piccolo, 3. auch Altflöte, 4. auch Altflöte und Bassflöte), zwei Oboen, Englischhorn, vier Klarinetten (2. und 4. auch Bassklarinette, 3. Und 4. auch Es-Klarinette), drei Fagotte (2. und 3. auch Kontrafagott)
- Blechbläser: Sechs Hörner (5. und 6. auch Wagnertuba, außerdem auch Bühnenmusik), zwei Trompeten (auch Bühnenmusik), zwei Basstrompeten (1. auch Bühnenmusik, 2. nur Bühnenmusik), drei Posaunen, Tuba
- Schlagwerk: Pauken, Schlagzeug (Xylophon, Marimba, Glockenspiel, Vibraphon, Röhrenglocken, Kleine Röhrentrommel, Große Trommeln, Kleine Trommel, Congas, Tamburins, Becken, Tamtam, Windmaschine, Schlittenglöckchen, Sandpapier, Eggshakers, Claves, Güiro, Triangel, Peitsche)
- Zwei Harfen
- Akkordeon
- Tasteninstrumente: Synthesizer (Harmonium-Sound), Celesta
- Streicher: Violine 1, Violine 2, Bratschen, Violoncelli, Kontrabässe

## Werkgeschichte

### Entstehung und zeitgeschichtliche Einordnung
Erste kompositorische Versuche, ein Vokalwerk zu schreiben, hatte Abrahamsen bereits in den 1970er Jahren unternommen. Sein Stück Winternacht, basierend auf dem gleichnamigen Gedicht von Georg Trakl, hatte er ursprünglich als Stück für Sopran und Instrumentalensemble konzipiert: „Ich habe […] zunächst den Instrumentalpart entworfen, sozusagen wie ein Maler den Hintergrund gemalt. Dann wollte ich den Text mit der Gesangsstimme hinzufügen, wie ein Maler in die Hintergrundlandschaft seine Figuren einfügt. Aber ich konnte für diese Figur, also den Sopran, nicht die Musik finden, und so wurde meine Winternacht in gewissem Sinne zu einem ‚Lied ohne Worte‘.“
Dennoch hegte Abrahamsen die Bestrebung, ein Werk im Bereich des Musiktheaters zu komponieren. Dieses Vorhaben wurde unter anderem von Hans Werner Henze unterstützt, der dem Komponisten bereits in den 1980er Jahren im Hinblick auf die frühen Münchener Biennalen vorschlug, eine Oper zu komponieren.
Erst mit der Arbeit an seiner Komposition Schnee griff Abrahamsen die Idee eines Musiktheaterstücks erneut auf. Zu dieser Zeit beschäftigte er sich eingehend mit der Thematik Schnee und las in diesem Zusammenhang auch Hans Christian Andersens Märchen Die Schneekönigin. Dessen episodenhafte Ausgestaltung assoziierte Abrahamsen mit seinem Werk Märchenbilder, das sich, angelehnt an Robert Schumanns Kammermusikstück für Viola und Klavier, mit der Vorstellung auseinandersetzt, Geschichten aus Bildern zusammenzusetzen. Ausgehend von der Gestaltung des Märchens entwickelte Abrahamsen in Zusammenarbeit mit dem Dramaturgen Henrik Engelbrecht ein Opernlibretto, das ausgewählte Szenen des Märchens berücksichtigt und dabei den originalen Sprachduktus weitgehend erhält. Inspiriert von der Zusammenarbeit mit der Sopranistin Barbara Hannigan für die Komposition let me tell you wuchs darüber hinaus der Wunsch, für ihre Stimme eine Opernpartie zu schaffen.
Ein Kompositionsauftrag der Königlichen Oper in Kopenhagen ermöglichte Hans Abrahamsen, Zeit für den Schaffensprozess der Komposition aufzubringen. Die englische Fassung von The Snow Queen entstand im Hinblick auf eine Produktion mit Barbara Hannigan an der Bayerischen Staatsoper in Zusammenarbeit mit der britischen Schriftstellerin Amanda Holden.

### Aufführungsgeschichte

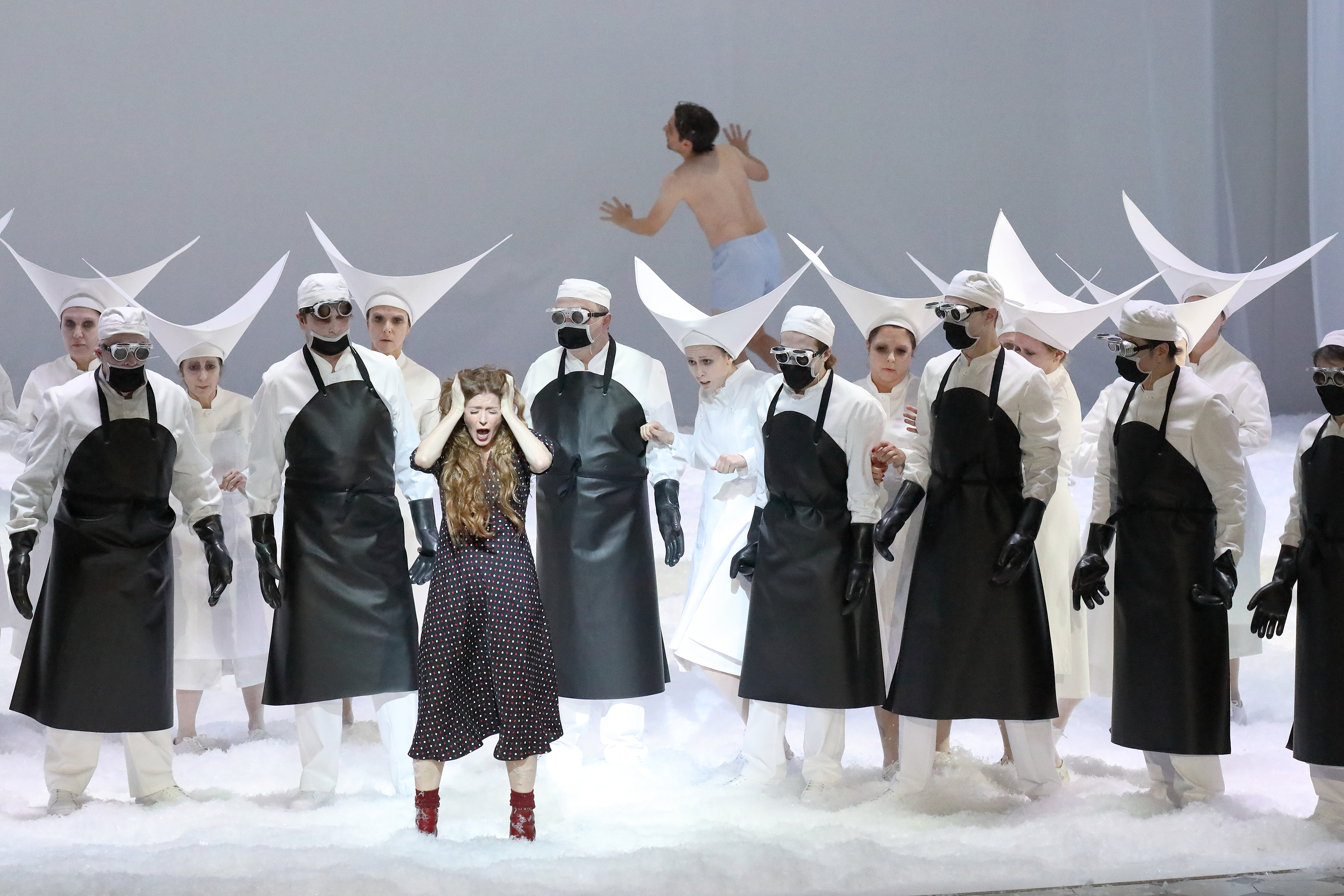
The Snow Queen 2019 an der Bayerischen Staatsoper (Gerda: Barbara Hannigan) in einer Inszenierung von Andreas Kriegenburg (Foto: Wilfried Hoesl)

The Snow Queen ist als Kompositionsauftrag der Königlichen Oper Kopenhagen entstanden. Dort wurde die Oper in dänischer Sprache am 13. Oktober 2019 uraufgeführt.
Die Erstaufführung der Fassung in englischer Sprache fand am 21. Dezember 2019 an der Bayerischen Staatsoper unter der Musikalischen Leitung von Cornelius Meister statt. Die Inszenierung gestaltet Andreas Kriegenburg.
Erste Eindrücke der entstehenden Oper wurden anhand der Drei Märchenbilder, die auf dem Orchesterpart des ersten Akts von The Snow Queen beruhen, im Rahmen des 1. Akademiekonzerts des Bayerischen Staatsorchesters unter der musikalischen Leitung von Constantinos Carydis im Oktober 2018 zur Aufführung gebracht.